# Michael Nowak
Michael Nowak (* 30. Januar 1991 in Dortmund) ist ein deutscher Journalist, Kommunikationsmanager und ehemaliger Rundfunkmoderator. Er ist seit 2024 Kommunikationschef der Stiftung Warentest.

## Leben
Michael Nowak studierte von 2012 bis 2015 TV- & Radiojournalismus an der WAM Medienakademie in Dortmund. Während seines Studiums sammelte Nowak erste Moderationserfahrungen bei Yourzz, dem übergreifenden Jugendprogramm der NRW-Lokalradios. Später moderierte er bei mehreren NRW-Lokalradios, ab dem Jahr 2012 unter anderem bei Radio MK und ab 2014 bei Hellweg Radio. Ab September 2015 präsentierte Nowak täglich die Sendungen Radio MK – Am Vormittag und Am Mittag. Außerdem moderierte er regelmäßig bei Radio Wuppertal. Von Dezember 2017 bis Juli 2020 war Nowak Moderator beim privaten Hörfunksender ENERGY Bremen.
Ab August 2020 wechselte Nowak als Kommunikationsmanager auf die Unternehmensseite und verantwortete dort unter anderem die Unternehmenskommunikationen großer Immobilienunternehmen. Seit März 2024 leitet Nowak die Kommunikation der Stiftung Warentest, deren Sprecher er auch ist.
Nowak lebt in Hamburg. 